# Bico (Amares)
Bico es una freguesia portuguesa del concelho de Amares, con 2,15 km² de superficie y 528 habitantes (2001). Su densidad de población es de 245,6 hab/km².